# Pentamerismus collinus
Pentamerismus collinus är en spindeldjursart som beskrevs av Meyer och Van Dis 1993. Pentamerismus collinus ingår i släktet Pentamerismus och familjen Tenuipalpidae. Inga underarter finns listade i Catalogue of Life.